# Ferruccio Truffi
Ferruccio Truffi (* 7. Juni 1859 in Casteggio; † 13. Januar 1947 in Pavia) war ein italienischer Chemiker und Pharmazeut, Professor für Warenkunde und Präsident des venezianischen Ateneo Veneto, darüber hinaus der Leiter der gleichnamigen Zeitschrift, sowie 1925 bis 1927 Direktor des venezianischen Instituts für Wirtschafts- und Sozialwissenschaften.

## Leben und Wirken
Truffi studierte bis 1884 in Pavia Chemie und Pharmazie. Noch vor seiner Laurea wurde er von Guglielmo Korner in Mailand als Laborassistent beschäftigt, wo er im Oktober 1884 assistente ordinario wurde. Von dort ging er als assistente straordinario an die Regia Scuola di Agricoltura, an die königliche Schule für Landwirtschaft, dann erneut nach Pavia und von 1890 bis 1892 nach Monza an die Scuola professionale operaia, wo er in dem von ihm gegründeten Institut in der Färberei angewandte Chemie unterrichtete. Von dort wechselte er 1893 als Professor an die Regia Scuola Superiore di Commercio in Venedig, die Vorgängerinstitution der Universität Venedig, die von dem Wirtschaftshistoriker Gino Luzzatto geleitet wurde. Dort stieg er 1895 zum reggente auf, 1899 zum titolare, 1907 zum professore ordinario, was einer Ordentlichen Professur in Deutschland entsprach.
In dieser Zeit publizierte er in einer Reihe zu den Grundlagen der Warenkunde (Fondamenti di Merceologia Generale) mehrere als Pionierarbeiten aufgenommene Bände zu warenkundlichen Fragen der Textilfasern, des Papiers oder der Zucker. 1896 wurde er socio des Ateneo Veneto, in dessen Rahmen er aufstieg. So war er von 1900 bis 1905 segretario per la classe di scienze , 1905 und 1919 consigliere accademico dieser Klasse, dann war er von 1911 bis 1915 Vizepräsident des Instituts, um am 20. Juni 1915 dessen Präsident zu werden – ein Amt, das er von seinem Vorgänger Filippo Nani Mocenigo übernahm. 1913 bis 1915 war Direktor der gleichnamigen Zeitschrift. Dort publizierte er I vini della Grecia e della Turchia e quelli importati in Italia per la dogana di Venezia (1901–02) und Da Venezia a Milano per il Po (1904), schließlich im Jubiläumsband von 1912 Commercio e Merceologia. Zudem fungierte er als Präsident der Industriali Chimici und der Unione Insegnanti Italiani per il Veneto.
Der Erste Weltkrieg wirkte sich stark auf das Ateneo Veneto aus. So wurde das Comitato di preparazione civile, das Komitee zur Vorbereitung der Zivilbevölkerung auf den Krieg, dann 1916 das Rote Kreuz, dann die Società Dante Alighieri, schließlich das Komitee für die Frontnachrichten untergebracht. Die Zeitschrift des Hauses erschien zwar weiterhin, wurde jedoch gegen Kriegsende auf ein einziges Faszikel reduziert, der Vorlesungsbetrieb wurde eingestellt. Am 4. November 1917 wurde das Institut geschlossen, die Kunstwerke in die Gallerie dell’Accademia ausgelagert.
Bereits am 23. November 1918 öffnete das Ateneo Veneto wieder seine Pforten, im Februar 1919 wurde der Konferenz- und Vorlesungsbetrieb wieder aufgenommen.

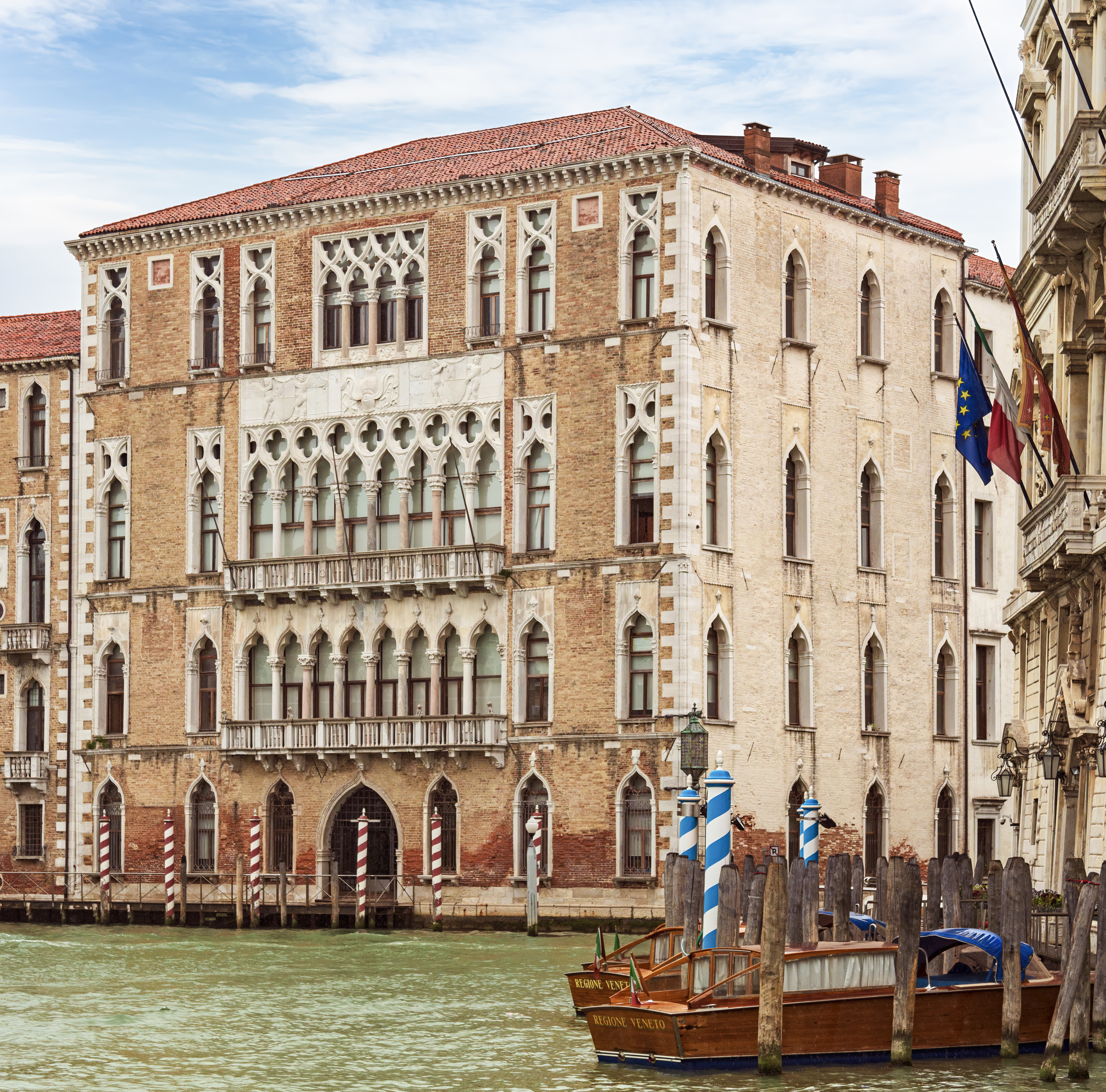
Die Cà Foscari, Hauptsitz der Universität von Venedig

1922 setzte sich die Partei Mussolinis in den Besitz der Macht, in Venedig hatten die Faschisten unter Davide Giordano bereits 1920 die Wahlen gewonnen. Die Faschisten Venedigs standen Luzzattos wirtschaftsgeschichtlichem Institut aus politischen Gründen feindlich gegenüber, doch erst mit der Konsolidierung der Macht nach internen Auseinandersetzungen wuchs der Druck durch das Regime.
Am 16. November 1925 wurde Luzzatto auf Druck des Wirtschaftsministeriums zum Rücktritt gezwungen. Sein Nachfolger bis zum 10. November 1927 wurde Ferruccio Truffi, der im November 1929 nach Auseinandersetzungen mit der politischen Führung vom Amt zurücktrat. 1928 wurde das Wirtschaftsinstitut dem Ministero dell'Educazione Nazionale unterstellt, dem Bildungsministerium. Dennoch bewahrte das Institut, als einziges der ursprünglich acht Institute dieser Art, eine erhebliche Selbstständigkeit.
An der Regia Scuola Superiore di Commercio hatte Truffi die Stellung eines Dozenten für Merceologia erlangt, also für Warenkunde. Diese Professur hatte er bis zum 31. Oktober 1934 inne, von 1927 bis 1929 neben der Leitung des Luzzatto-Instituts.
Truffi suchte danach politisch weniger exponierte Stellungen an der Universität und wurde zunächst Consigliere accademico per la classe di scienze (1919–21). Mehrfach übernahm er den Posten des Rechnungsprüfers in den Jahren 1921 bis 1934.

## Hauptwerke
- Le pelli di cuoio, 1901 (in der Reihe Fondamenti di Merceologia Generale, wie die nachfolgenden Werke).
- Prolegomeni alla Merceologia, 1903.
- Le fibre tessili gregge nel commercio e nell’industria, 1909.
- Le Lezioni di Merceologia.